# François de Montherot
Jean-Baptiste François de Montherot, né à Lyon le 9 mars 1784 et mort à Pérouges dans le département de l'Ain le 12 juillet 1869, est un homme politique et dramaturge français, membre de l’Académie des sciences, belles-lettres et arts de Lyon.

## Biographie
François de Montherot nait à Lyon le 9 mars 1784. Il est le fil de Jeanne Grimod de Bénéon de Riverie et de Pierre de Montherot. En 1791, sa famille émigre en Suisse. Il étudie tout d’abord dans le canton de Berne mais élèves et professeurs se retrouvent obligés de fuir pour Soleure.
Il se marie une première fois en 1813 avec Jeanne Virginie Guenichot de Nogent, de qui il aura une fille. En secondes noces il épouse en 1821 Marie Suzanne Clémentine de Lamartine, sœur du poète Lamartine.
Il est nommé maire de Chanoz en 1840 puis réélu en 1848. De 1845 à 1848 il est conseiller général des cantons de Meximieux et Chalamont. En plus de son propre patronyme, il écrit également sous plusieurs pseudonyme : M. Boniface, Vasselier ou encore Le petit Balthazar.
Il meurt à Pérouges le 12 juillet 1869.

### Sociétés savantes
François de Montherot est élu membre de l’Académie des sciences, belles-lettres et arts de Lyon en 1833. Au cours de sa carrière à l’Académie, il partage à de nombreuses reprises ses travaux d’écriture, et il n’est pas rare de le voir faire des lectures versifiées de comptes rendus sur des auteurs contemporains à ses confrères.

## Publications
- Hortense, ou l'École des inconstants, vaudeville en 2 actes et en prose, par MM. De Saint Felix et de Montherot. Paris : Barba, 1806, 44p.
- Mariage du chantre, scènes historiques, Lyon : Barret, 1829, 16 p.
- Mémoires poétiques, événement contemporains, mémoire d’un tailleur, prospectus, Lyon : Rosary, s.d., 4p.
- Les Deux Barques sur le lac du Bourget, Lyon : Barret. 1830. 7 p.
- Le Vingtième d'un sous, épisodes d'un voyage d'un savant député, Lyon : Barret, 1831, 8p.